# Ligne de Pusztaszabolcs à Székesfehérvár par Börgönd
La ligne de Pusztaszabolcs à Székesfehérvár ou ligne 44 est une ligne de chemin de fer de Hongrie. Elle relie Székesfehérvár à Pusztaszabolcs.